# Prix du Président
Cet article concerne la course hippique suisse. Pour la course hippique française, voir Prix du Président de la République.
Le Prix du Président est une course hippique de trot attelé se déroulant au mois de septembre sur l'hippodrome d'Avenches à Avenches, en Suisse.
C'est une course réservée aux chevaux français de 7 à 15 ans, classée Groupe II jusqu'en 2022. Elle est devenue une étape du Tour européen du trotteur français. Les conditions d'âge font que c'est une occasion de voir courir quelques bons vieux chevaux (notamment les hongres), l'âge limite en France étant fixé à 11 ans pour les trotteurs.
Le Prix du Président se court sur 2 350 mètres, départ à l'autostart. L'allocation pour l'année 2024 est de 25 000 CHF (environ 26 630 €).

## Palmarès depuis 1996
| Année | Cheval                        | Driver                        |
| 2024  | Fire Cracker                  | Marc-André Bovay              |
| 2023  | Cash du Rib                   | Jean-Loïc-Claude Dersoir      |
| 2022  | Écureuil Jénilou              | Gwenn Junod                   |
| 2021  | Feydeau Seven                 | Jos Verbeeck                  |
| 2020  | Annulé (pandémie de Covid-19) | Annulé (pandémie de Covid-19) |
| 2019  | Bon Copain                    | C. De Groote                  |
| 2018  | Aubrion du Gers               | Jos Verbeeck                  |
| 2017  | Bird Parker                   | Jos Verbeeck                  |
| 2016  | Swedishman                    | Clément Duvaldestin           |
| 2015  | Ricimer                       | Hervé Sionneau                |
| 2014  | Sometime                      | Christophe Martens            |
| 2013  | Solea Rivellière              | Philippe Daugeard             |
| 2012  | Punchy                        | Jean Boillereau               |
| 2011  | Nimrod Borealis               | Loic-Désiré Abrivard          |
| 2010  | Pomerol de Laumac             | Franck Ouvrie                 |
| 2009  | Nimrod Borealis               | Matthieu Abrivard             |
| 2008  | Olga du Biwetz                | Jos Verbeeck                  |
| 2007  | Pirogue Jénilou               | Louis Baudron                 |
| 2006  | Lhassa                        | Pierre Levesque               |
| 2005  | Kito du Vivier                | Jos Verbeeck                  |
| 2004  | Time of Change                | Gerhard Biendl                |
| 2003  | Simb Moonrunner               | Ulf Nordin                    |
| 2002  | Fabiano Bello                 | André Le Courtois             |
| 2001  | Zinzan Brooke                 | Marco Smorgon                 |
| 2000  | Prahler                       | Pierre Vercruysse             |
| 1999  | Élite de Pitz                 | Pierre Coignard               |
| 1998  | Volontaire du Pam             |                               |
| 1997  | Happening                     |                               |
| 1996  | Elegant Sund                  |                               |